# Boeing X-46

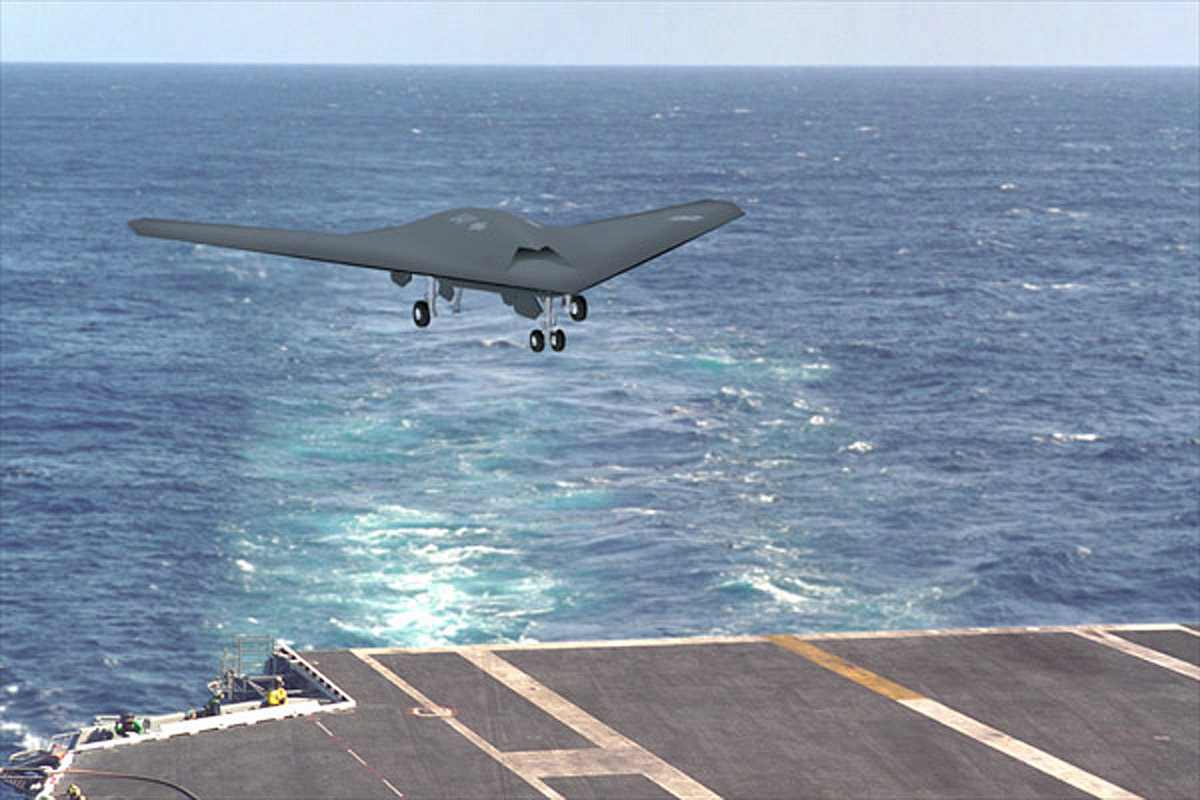
Le X-46 appontant sur un porte-avions

En parallèle avec le X-45, l'US Navy et la DARPA étudièrent un appareil pour les navires de guerre basé sur le même concept. À cette fin, on attribua deux contrats en juin 2000. L'un à Boeing pour le X-46A, l'autre à Northrop Grumman pour le X-47A.